# NGC 2429
NGC 2429 é uma galáxia espiral (Sbc) localizada na direcção da constelação de Lynx. Possui uma declinação de +52° 21' 27" e uma ascensão recta de 7 horas, 43 minutos e 47,5 segundos.
A galáxia NGC 2429 foi descoberta em 10 de Março de 1874 por Ralph Copeland.